# Abbaye de Cercanceaux
L’abbaye de Cercanceaux (ou de Cercanceau) est une ancienne abbaye cistercienne, fondée  en  1181  par les moines de l'abbaye de la Cour-Dieu, et qui était située sur le territoire de la commune de Souppes-sur-Loing, en Seine-et-Marne.
Prospère au Moyen Âge, et particulièrement sous Philippe Auguste, l'abbaye entame une longue période de déclin à la Renaissance, sous le régime de la commende. Fermée à la Révolution, vendue comme bien national, elle est transformée en papeterie au XIXe siècle. Son intérêt patrimonial n'est pris en compte qu'à la fin du XXe siècle.

## Histoire

### Fondation
L'abbaye est fondée  en 1181 par la volonté d'Hugues, abbé de la Cour-Dieu, et d'Henri Ier Clément, maréchal de France, qui donne aux cisterciens des terres à cette fin. L'abbaye est construite en pierres de calcaire blanc, les mêmes qui sont utilisées au XIXe siècle pour construire le Sacré-Cœur de Montmartre. 
L'abbaye est dite « royale » car elle bénéficie très tôt de la bienveillance et de l'intérêt de Philippe Auguste. 
Par la suite les Clément du Mez se font inhumer dans l'abbaye. Le fondateur, le maréchal Henri Clément, voulait y être enterré aussi, mais, mort loin de là en 1214, il est inhumé dans l'abbaye de Turpenay en Touraine.

### Moyen Âge
L'abbaye croît et les moines défrichent et aménagent la vallée du Loing. Le premier abbé, Eudes, venu de l'abbaye mère de la Cour-Dieu, semble avoir été un organisateur de qualité. Philippe Auguste l'envoie en ambassade à Rome auprès du pape Lucius III en 1185. Philippe Auguste confirme le temporel, les biens de l'abbaye, en 1190. En 1201 le chapitre général des cisterciens autorise l'abbé à partir à la quatrième croisade. On conserve les sceaux que les abbés utilisent en 1220 et 1246. Après 1260, la famille du Mez, les fondateurs, qui a toujours des maréchaux de France, fait des donations, de même qu'un frère de saint Louis. En 1323 un scandale éclate et est même relaté par les grandes chroniques de France. L'abbé de Cercanceaux avait utilisé un chat noir pour savoir d'un démon où se trouvait de l'argent qu'il avait perdu. Le chat et un sorcier sont exécutés, l'abbé mis en prison perpétuelle... En 1357 les bandes anglaises de Robert Knolles (1325-1407 ravagent le Gâtinais et peut-être l'abbaye. De fait, comme beaucoup de monastères, Cercanceaux sort ruiné de la guerre de Cent Ans. À la fin de la guerre de Cent Ans, l'abbé de Cercanceaux, dont on ignore le nom, choisit de rejoindre La Hire et Xaintrailles. Il délivre avec eux Montargis en 1427. En 1429 il combat auprès de Jeanne d'Arc et est blessé aux côtés de cette dernière durant le siège d'Orléans. L'abbaye doit être devenue pauvre car en 1453 puis en 1462 elle est dispensée pour cinq ans de contribution à l'ordre cistercien. En 1474 elle vend un manuscrit à l'abbaye de Marcoussis. C'est le seul reste connu de sa bibliothèque. Il se trouve aujourd'hui au Vatican dans le fonds de la reine Christine. En 1494, l'abbé Jean participe à le réformation de l'ordre.

### L'époque moderne
En 1514 est nommé le premier abbé commendataire, Guillaume de Rolland : la commende s'instaure à Cercanceaux et perdure jusqu'à la Révolution. Sous ce régime, l'abbé n'est plus un moine mais une personne extérieure à l'abbaye et à la règle monastique. Il n'est plus élu par les moines ni nommé par l'ordre cistercien, mais choisi, à partir de 1516 et du Concordat de Bologne, par le roi. Il gère et perçoit les revenus de l'abbaye, qui s'appauvrit donc. Le roi propose l'abbé au pape qui confirme. Les archives du Vatican ont gardé certains de ces dossiers. De 1538 à 1567 Antoine Héroët est abbé. Humaniste et poète, proche de Clément Marot et de Marguerite de Navarre, il semble cesser d'écrire à cette époque. Aumônier du roi, il devient évêque de Digne en 1551 mais y va rarement. Par contre, il réside souvent à Cercanceaux et fait des réparations. Les guerres de Religion ont laissé le souvenir de pillages. En 1567 le chevalier du Boulay, le château de Souppes, un ancien chevalier de Malte devenu protestant et, selon ses adversaires, brigand, pille l'abbaye. 
En 1576, le 27 avril, durant la cinquième des guerres de Religion, l'abbaye sert de lieu de négociation entre Catherine de Médicis et les chefs protestants Condé et Turenne. La vraie négociation a lieu début mai dans le château proche de Châtenoy, d'où son nom de paix de Chatenay. L'abbaye est pillée par les reitres de Casimir les jours suivants. En 1587 des combats ont lieu autour de Château-Landon. 
Par la suite, la vie reprend et des actes précisent le temporel. Dans la première moitié du XVIIe siècle, l'abbé commendataire est François Le Charron, fils d'un très riche trésorier de l'Extraordinaire des guerres, Germain Le Charron ; il est député du bailliage de Nemours aux États-Généraux de 1614, aumônier d'Anne d'Autriche, ambassadeur à Rome. En 1647 Jean-Jacques Olier, le fondateur du séminaire de Saint-Sulpice, devient abbé. La fronde l'empêche de venir et surtout l'abbaye, très pauvre, ne peut lui donner d'argent. Jean-Jacques Olier démissionne en 1649. En 1668 un procès-verbal décrit l'état alarmant des bâtiments et de l'église. En 1677, l'abbé Claude Vipart de Silly, chevalier de Malte, est tué à la bataille de Cassel. Au XVIIIe siècle il y a peu d'évènements notables mais les archives qui sont conservées montrent de nombreux documents de gestion. En 1738, pour l'arrivée du nouvel abbé, Pierre Cluzel de La Chabrerie, un nouvel état des lieux détaillé a lieu. Un dernier  inventaire de 1790 précède la vente du monastère et de ses terres. Les moines partent, le dernier abbé, François Mouchet de Villedieu émigre.

### La Révolution et ensuite

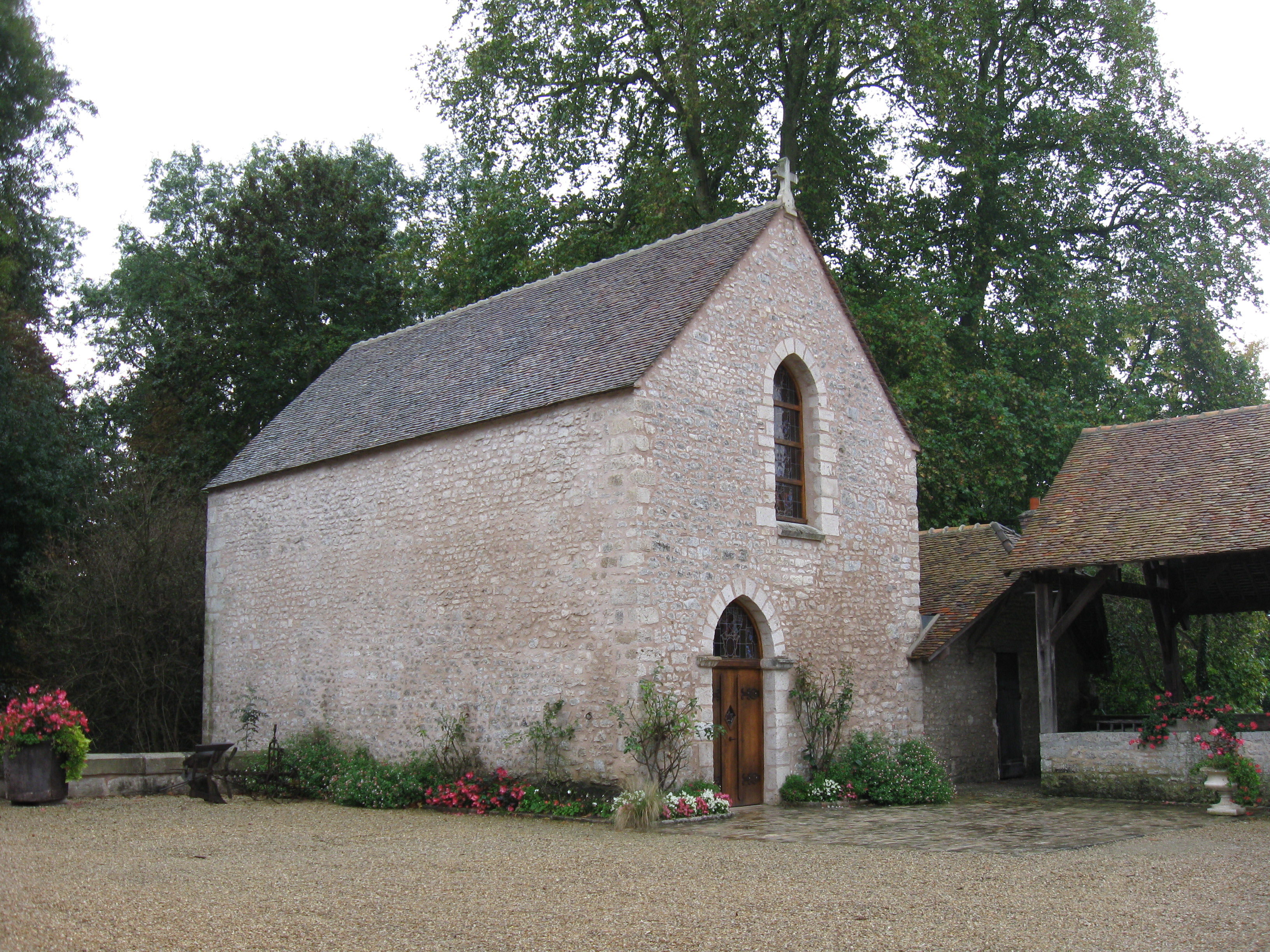
La chapelle de l'abbé.

À la Révolution, l'abbaye est fermée, les moines chassés. L'église abbatiale est détruite en 1792 et les bâtiments (ainsi que les onze hectares qui les entourent) vendus comme bien national : ils sont achetés par Henry Théodore Dupont, marchand de biens à Nemours, qui y lance en 1794 une activité de papeterie en vue de produire du papier servant pour l'impression des assignats.

#### L'activité industrielle
L'abbaye passe de mains en mains en restant une papeterie, et sans que la propriété ne se divise : Auguste Étienne Dufay l'acquiert en 1821, sa famille la revend à la famille Montagnan dans les années 1880. En 1926, les activités de papeterie se déplacent dans une nouvelle usine, à quelques centaines de mètres de là ; parallèlement, l'abbaye est inscrite à l'inventaire complémentaire des monuments historiques. De 1945 à 1977, l'abbaye sert de lieu de stockage pour les industries du jouet et du verre.

#### La restauration
À partir de 1995, l'abbaye est restaurée et transformée en un lieu de réception ou de tourisme.
La chapelle de l'abbé est le seul bâtiment religieux qui subsiste.